# UFC 221
UFC 221: Romero vs. Rockhold foi um evento de artes marciais mistas (MMA) produzido pelo Ultimate Fighting Championship, realizado no dia 10 de fevereiro de 2018, na Perth Arena, em Perth, Austrália.

## Background
Enquanto o UFC recebeu 11 eventos anteriores em todo o país, o evento marcará a primeira visita da promoção à Perth, na Austrália Ocidental.
Para que o evento seja transmitido ao vivo durante horário nobre na costa leste da América do Norte, o card principal começará às 11:00 da manhã, no horário padrão ocidental australiano de Perth, e o card preliminar completo a partir de, aproximadamente, 07:00 da manhã.
Embora não tenha sido anunciado oficialmente pelo UFC, a promoção foi inicialmente destinada a fazer uma luta de unificação pelo Cinturão Peso-Médio do UFC, entre o então campeão, Georges St-Pierre (que também foi duas vezes Campeão Peso-Meio-Médio do UFC), e o campeão interino, Robert Whittaker (que já foi o vencedor do The Ultimate Fighter: The Smashes no peso-meio-médio), para servir como a principal do evento. No entanto, St-Pierre informou, mais tarde, que, atualmente, estaria avaliando seu futuro na divisão, e anunciou que estaria sem lutar por tempo indeterminado, após ter sido diagnosticado com colite ulcerativa. Posteriormente, St-Pierre vagou o cinturão, em 7 de dezembro, e Whittaker foi promovido a campeão linear. Whittaker defenderia o cinturão contra o ex-Campeão Peso-Médio do Strikeforce e ex-Campeão Peso-Médio do UFC, Luke Rockhold, na luta principal. Porém, em 13 de janeiro, foi anunciado que Whittaker retirou-se da luta, e fora substituído pelo ex-desafiante ao Cinturão Peso-Médio Interino do UFC (que também ganhou a Medalha de Prata nos Jogos Olímpicos de 2000 e é ex-campeão mundial em freestyle wrestling),
Yoel Romero, que enfrentaria o ex-Campeão Peso Médio do WSOF e Campeão Meio Pesado do WSOF, David Branch, no UFC on Fox 28, até o anúncio de sua luta contra Rockhold. A luta valeria o cinturão interino da categoria.
Uma luta no peso-leve entre Jeremy Kennedy e Alexander Volkanovski foi originalmente agendada para o UFC Fight Night: Werdum vs. Tybura. Contudo, Kennedy retirou-se dela devido a uma lesão nas costas. O embate foi posteriormente reprogramado para este evento.
Nas pesagens, Romero bateu 187,7 lbs (85,1 kg) — depois de alcançar 188,3 lbs (85,4 kg) em sua primeira tentativa —, 2,7 lbs (1,2 kg) acima do limite do peso-médio, de 185 lbs (83,9 kg), para lutas que valem cinturão. Como resultado, no caso de Romero vencer Rockhold, ele não será eleito campeão, enquanto Rockhold ainda é elegível. Romero será multado em 20% de sua bolsa, que irá para Rockhold, e a luta irá prosseguir conforme previsto, em peso-casado.

## Card Oficial
Nota 1 Pelo Cinturão Peso-Médio Interino do UFC (válido somente para Rockhold). 

## Bônus da Noite
Os lutadores receberam $50.000 de bônus
- Luta da Noite:  Jake Matthews vs.  Li Jingliang
- Performance da Noite:  Israel Adesanya e  Jussier Formiga